# Régiment de Béarn (1684-1762)
Pour les articles homonymes, voir Régiment de Béarn (homonymie).
Le régiment de Béarn est un régiment d’infanterie du royaume de France créé en 1684 et licencié en 1762.

## Création et différentes dénominations
- 3 septembre 1684 : création du régiment de Béarn
- 25 novembre 1762 : le régiment est licencié

## Colonels et mestres de camp
- 1684 : Henry Charles de Mornay de Montchevreuil[1], † 1688
- 25 novembre 1688 : Léonor de Mornay de Montchevreuil, chevalier de Montchevreuil puis comte de Mornay, frère du précédent, brigadier le 3 janvier 1696, maréchal de camp le 29 janvier 1702, lieutenant général des armées du roi le 26 octobre 1704, † 18 octobre 1717
- 16 novembre 1689 : François Bouton, chevalier puis comte de Chamilly, brigadier le 29 janvier 1702, † 14 octobre 1702
- 1702 : Jean-Baptiste de Rochechouart, comte de Maure.
- 27 janvier 1704 : Paul Auguste Gaston de La Rochefoucauld, chevalier de Montendre puis comte de Jarnac, brigadier le 3 mars 1708, † 17 décembre 1714
- 22 décembre 1714 : Jean de Laiser, marquis de Siougeat, brigadier le 26 octobre 1704, maréchal de camp le 8 mars 1718, lieutenant général des armées du roi le 20 février 1734, † 14 mai 1743
- 1718 : comte de Crussol
- 3 octobre 1719 : Louis Charles de La Châtre-Nançay, marquis de La Châtre, brigadier le 20 février 1734, † 29 juin 1734
- 19 juillet 1734 : Henry Bernard Emmanuel de Thiembrune, marquis de Valence, déclaré brigadier en novembre 1744 par brevet expédié le 2 mai, maréchal de camp le 1er janvier 1748
- 15 janvier 1745 - 23 mars 1747 : Vincent Silvestre de Thiembrune, chevalier puis comte de Valence, frère du précédent, brigadier le 10 mai 1748, maréchal de camp le 20 février 1761
- 1er janvier 1748 : Claude Silvestre, chevalier de Thiembrune de Valence, brigadier le 10 février 1759, déclaré maréchal de camp en décembre 1762 par brevet du 25 juillet

## Historique des garnisons, combats et batailles du régiment
- 1734 : Bataille de San Pietro
- 1743 : Bataille de Dettingen (2 bataillons)
- 1747 : Bataille d'Assietta (1 bataillon)

Arrivé en juin 1755 en Nouvelle-France, le deuxième bataillon du régiment de Béarn est envoyé dès le début du mois de juillet au fort Frontenac et, un an plus tard, il contribue à la victoire au fort Oswego, en compagnie des autres régiments, de la milice et des Amérindiens. Après la capitulation des Britanniques, le 14 août, une compagnie est envoyée au fort Bull et une autre au fort William Henry. L’année suivante, l’unité entière se dirige au fort Carillon, pour ensuite revenir à William-Henry et prendre part à cette bataille.
En juillet 1758, le deuxième bataillon du régiment de Béarn, comprenant environ 410 hommes participe à la défense du fort Carillon. Le jour de la bataille, le 8 juillet, il fait partie de la brigade commandée par le Chevalier de Lévis. Cette dernière est composée des régiments de Béarn, de La Reine et de Guyenne et forme l'aile droite du dispositif français. En début de journée, ces trois régiments repoussent un premier assaut des grenadiers du 60th Foot et d'un régiment colonial de New York. Entre 17h00 et 18h30, les troupes du Béarn repoussent un assaut soutenu donné cette fois par des troupes écossaises du 42e régiment royal des Highlands (Black Watch). L'échec de ce dernier assaut britannique confirme la victoire française.
En 1759, il est présent lors du siège de Québec, à l’exception de 35 soldats mobilisés au fort Niagara. Le régiment prend aussi part à la victoire française lors de la bataille de Sainte-Foy l’année suivante.

## Drapeaux
3 drapeaux, dont un blanc Colonel, et 2 d’Ordonnance « isabelles et rouges par opposition, & croix blanches ».

Drapeau d’Ordonnance
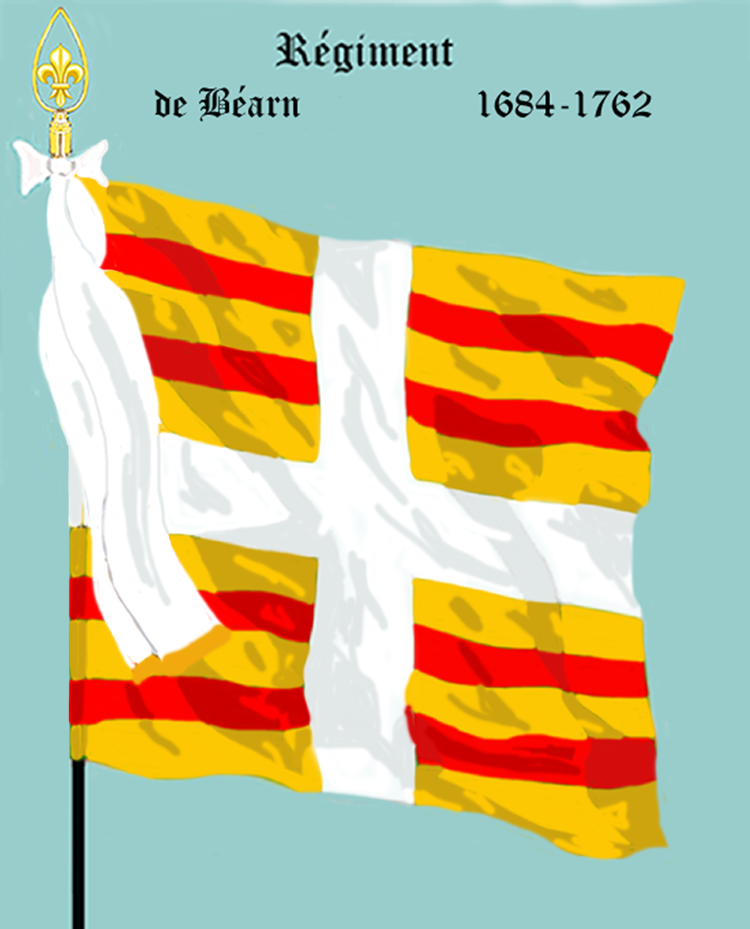
régiment de Béarn de 1684 à 1762

## Habillement

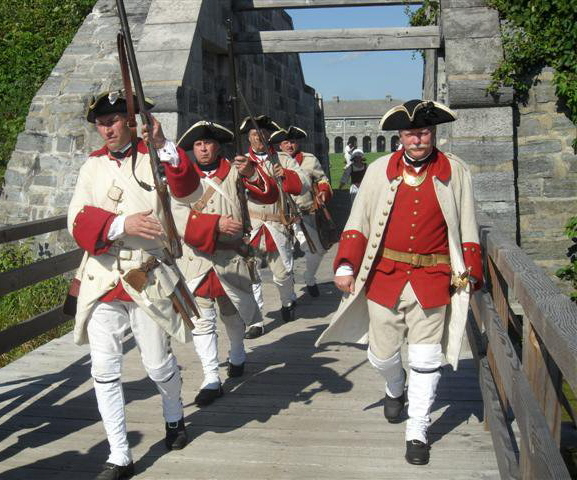
Reconstitution du régiment de Béarn.

Uniformes du régiment de Béarn
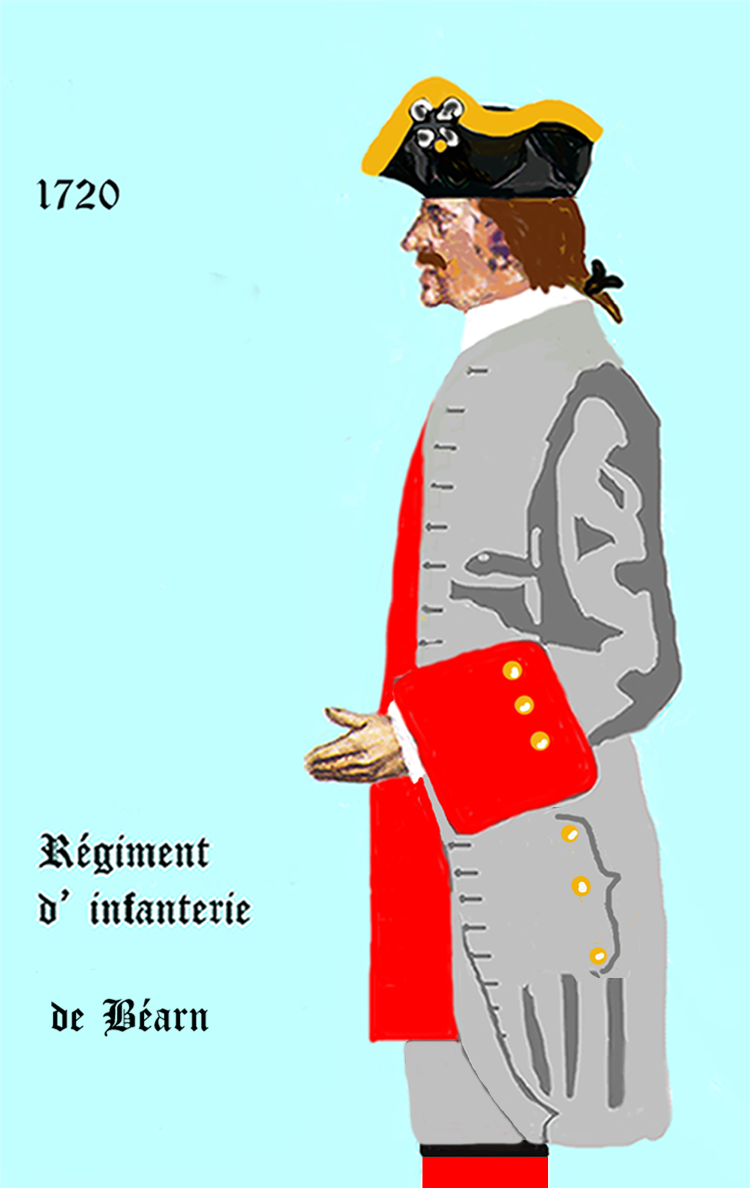
de 1720 à 1734
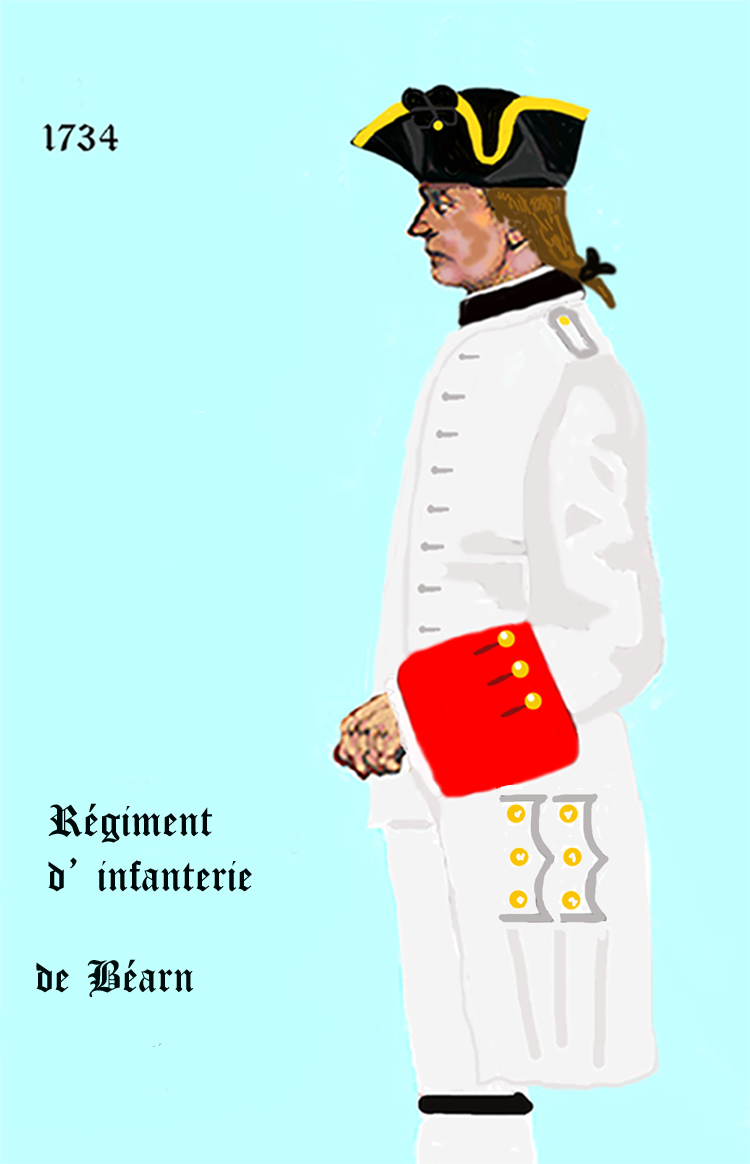
de 1734 à 1757
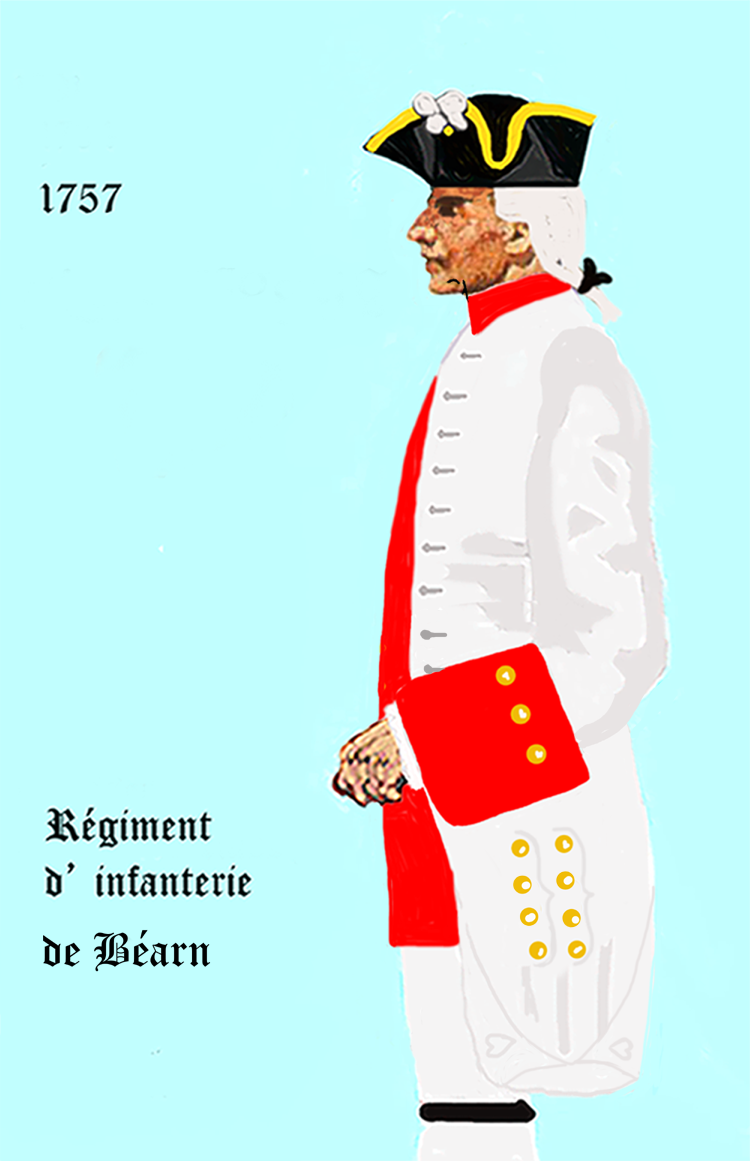
de 1757 à 1762